# دراگون کوئست ۸
دراگون کوئست ۸: سفر پادشاه نفرین‌شده (انگلیسی: Dragon Quest VIII: Journey of the Cursed King) یک بازی ویدئویی نقش‌آفرینی تک‌نفره برای سکوهای پلی‌استیشن ۲، اندروید، آی‌اواس می‌باشد که توسط لول-۵ توسعه و اسکوئر انیکس نشر پیدا کرده است.